# Ion Corvin (Constanța)
Ion Corvin é uma comuna romena localizada no distrito de Constanţa, na região de Dobruja. A comuna possui uma área de 113.89 km² e sua população era de 2112 habitantes segundo o censo de 2007.